# 고라니어
고라니어(쿠르드어: گۆرانی Goranî는 이라크 북동부와 이란 서부의 쿠르드족이 사용하는 쿠르드어의 한 방언이다. 자자어와 가까우며 화자들은 스스로 단순히 "쿠르드어"를 사용한다고 말한다. 크게 바젤라니, 하우라미, 사를리, 그리고 샤바키 방언으로 세분된다. 특히 하우라미 방언이 구 아르달란 지역의 전통적인 문어이자 공용어의 지위를 가졌으나 이후 중앙 쿠르드어와 남부 쿠르드어로 대체되었다. 2007년 기준 이란에 18만 명, 이라크에 12만 명의 화자가 있는 것으로 추산되었다.

## 같이 보기
- 구란족
- 샤바크인